# IPod Touch (thế hệ 7)
iPod Touch thế hệ thứ bảy (được bán trên thị trường là iPod touch và được biết đến với cái tên thông thường là iPod touch 7 hoặc iPod touch (2019)) là một thiết bị cảm ứng đa năng được Apple Inc. thiết kế và bán trên thị trường với màn hình cảm ứng giao diện người dùng dựa trên. Nó là thế hệ kế tiếp cho iPod touch (thế hệ thứ 6), và là bản cập nhật lớn cho iPod touch kể từ năm 2015. Nó được phát hành trên trang web Apple Store vào ngày 28 tháng 5 năm 2019 và ngừng sản xuất vào ngày 10 tháng 5 năm 2022. Đây là sản phẩm cuối cùng trong dòng IPod.

## Tính năng

### Phần mềm
iPod touch thế hệ thứ bảy chạy iOS, hệ điều hành di động của Apple. UI của iOS dựa trên khái niệm thao tác trực tiếp, sử dụng cử chỉ đa chạm. Các yếu tố điều khiển giao diện bao gồm thanh trượt, công tắc và nút. Tương tác với HĐH bao gồm các cử chỉ như vuốt, chạm, chụm và chụm ngược, tất cả đều có định nghĩa cụ thể trong ngữ cảnh của hệ điều hành iOS và giao diện Multi-Touch của nó. Gia tốc kế được một số ứng dụng sử dụng để phản hồi rung thiết bị (một kết quả phổ biến là lệnh hoàn tác) hoặc xoay theo chiều dọc (một kết quả phổ biến là chuyển từ chế độ dọc sang chế độ nằm ngang).
iPod touch thế hệ bảy được giới thiệu vào ngày 28 tháng 5 năm 2019, chạy phiên bản iOS 12.3.1. Nó có thể phát nhạc, phim, chương trình truyền hình, audiobook và podcast và có thể sắp xếp thư viện phương tiện theo bài hát, nghệ sĩ, album, video, danh sách phát, thể loại, nhà soạn nhạc, podcast, sách nói và các album tổng hợp. Cuộn theo danh sách được thực hiện bằng cách vuốt một ngón tay ngang qua màn hình. Ngoài ra, điều khiển tai nghe có thể được sử dụng để tạm dừng, phát, bỏ qua và lặp lại các bản nhạc. Tuy nhiên, EarPods đi kèm với iPod touch thế hệ thứ bảy không bao gồm các nút điều khiển từ xa hoặc micrô. 
Phiên bản này hỗ trợ từ IOS 13 cho đến IOS 15, nhưng không hỗ trợ IOS 16.
Con chip Apple A10 trong iPod touch thế hệ thứ 7 cho phép các tính năng cao cấp hơn so với các thiết bị tiền nhiệm. Điều này bao gồm các ứng dụng ARKit và chức năng gọi FaceTime nhóm.

### Phần cứng
iPod touch thế hệ thứ bảy có bộ xử lý Apple A10 và bộ đồng xử lý chuyển động M10.  Đây là bộ vi xử lý tương tự được sử dụng trong iPhone 7 và iPad thế hệ thứ 6. Tuy nhiên, nó được giảm ép xung từ 2,34 GHz thành 1,63 GHz, khiến iPod touch yếu hơn các thiết bị khác có cùng loại chip. iPod touch thế hệ thứ bảy có hệ thống camera phía trước và phía sau giống như iPod touch thế hệ thứ sáu. Nó bao gồm một camera 8 MP phía sau, có khả năng quay video ở độ phân giải 1080p 30 fps và slow-motion ở 720p 120 fps. Máy ảnh cũng hỗ trợ các tính năng chụp khác nhau, chẳng hạn như chụp liên tục, HDR và ảnh panorama. Camera trước là camera FaceTime HD có khả năng chụp ảnh 1.2MP và quay video ở 720p 30 fps. Camera này cũng có tính năng HDR tự động để quay video và khả năng chụp liên tục.  Thiết bị này là chiếc iPod touch đầu tiên và duy nhất có lựa chọn bộ nhớ lưu trữ 256 GB, dung lượng cao nhất từng được cung cấp trên iPod, vượt qua dung lượng 160GB của iPod Classic thế hệ thứ sáu, đã ngừng sản xuất vào năm 2014. Đây cũng là iPod duy nhất có thể hiển thị dung lượng pin mà không cần jailbreak. 

### Thiết kế
Thiết kế bề ngoài của iPod touch thế hệ bảy cũng tương tự như thế hệ tiền nhiệm, tuy nhiên loại chữ được dùng cho logo của iPod touch ở mặt sau được đổi thành font San Francisco.
| Màu của mặt lưng | Màu viền màn hình | Vòng camera | Antenna | Dung lượng          |
| ---------------- | ----------------- | ----------- | ------- | ------------------- |
| Xám Không Gian   | Đen               | Đen         | Đen     | 32 GB 128 GB 256 GB |
| Gold             | Trắng             | Vàng        | Đen     | 32 GB 128 GB 256 GB |
| Bạc              | Trắng             | Bạc         | Đen     | 32 GB 128 GB 256 GB |
| Xanh biển        | Trắng             | Bạc         | Đen     | 32 GB 128 GB 256 GB |
| Hồng             | Trắng             | Bạc         | Đen     | 32 GB 128 GB 256 GB |
| (Product) RED    | Trắng             | Bạc         | Đen     | 32 GB 128 GB 256 GB |

### Phụ kiện
iPod touch thế hệ thứ bảy đi kèm với EarPods và cáp sạc Lightning to USB.  Thiết bị cũng hỗ trợ AirPods và EarPods với cổng Lightning.